# Orde de la Immaculada Concepció de Vila Viçosa

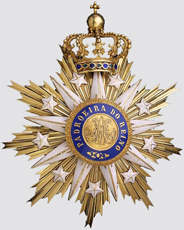
Medalla de l'Orde de la Immaculada Concepció de Vila Viçosa

La'Orde de la Immaculada Concepció de Vila Viçosa (en portuguès, Ordem de Nossa Senhora da Conceição de Vila Viçosa) és una orde honorífica dinàstica portuguesa el Gran Mestre De la qual és el Duc de Bragança.

## Història
L'Orde va ser instituïda pel rei Joan VI, el 6 de febrer de 1818, dia de la seva aclamació, a Rio de Janeiro, Brasil.
L'objectiu del rei, que era el Gran Mestre de la nova Orde Militar, era homenatjar a la Mare de Déu de la Concepció de Vila Viçosa (declarada patrona del Regne en un decret de 1646), amb motiu d'haver sobreviscut Portugal, com a país independent, a les guerres napoleòniques que havien assolat el país i Europa. Des de Joan VI a 1910 van ser agraciats pels Reis amb aquesta ordre diverses personalitats, essencialment pertanyents a la noblesa i a l'aristocràcia.
El govern provisional republicà, a l'octubre de 1910, l'extingeí com a Orde Militar, encara que el rei Manuel II en l'exili i els Ducs de Bragança que el van succeir hagin continuat utilitzant les insígnies d'aquesta orde. Només recentment l'actual Duc de Bragança la va rehabilitar com a Orde dinàstica honorífica de la Família Reial Portuguesa, distingint diverses personalitats que va agraciar amb el grau de cavallers de l'ordre, a la festa de 8 de desembre, a Vila Viçosa.

## Insígnia
La insígnia d'aquesta ordre (de banda blava amb ratlla blanca per la meitat) està constituïda per un medalló coronat, en forma d'estel, amb un cercle al centre on es llegeixen les lletres AM, amb la inscripció Padroeira do Regno. La insígnia va ser dissenyada per Jean Baptiste Debret en 1818.